# William Postlethwaite
William John „Billy“ Postlethwaite (* 1989 in Shropshire, England) ist ein britischer Schauspieler. Sein Vater war der Schauspieler Pete Postlethwaite.

## Werdegang
William Postlethwaite wurde 1989 im englischen Shropshire geboren. Er trat in die Fußstapfen seines Vaters und übernimmt seit 2011 Rollen in Kino- und insbesondere Fernsehfilmen. So war er etwa in den britischen Kriminalfilmserien Inspector Barnaby und Foyle’s War zu sehen. 2015 übernahm er eine kleine Rolle in dem Thriller Containment.
2017 war er in Amazon Adventures und Game of Thrones zu sehen. 2018 übernahm er eine Nebenrolle im Film Tomb Raider. Weitere Serienauftritte folgten in Father Brown und Chernobyl. 2019 trat er zudem in einer kleinen Rolle im Kriegsfilm 1917 auf.

## Filmografie (Auswahl)
- 2013: Der Verdacht des Mr. Whicher: Der Mord in der Angel Lane (The Suspicions of Mr Whicher: The Murder in Angel Lane, Fernsehfilm)
- 2014: Inspector Barnaby (Fernsehserie, Episode 16x02)
- 2014–2018: Holby City (Fernsehserie, 12 Episoden)
- 2015: Foyle’s War (Fernsehserie, Episode 8x02)
- 2015: Containment
- 2015: Tea for Two (Kurzfilm)
- 2017: Amazon Adventures
- 2017: Game of Thrones (Fernsehserie, Episode 7x01)
- 2018: Tomb Raider
- 2019: Father Brown (Fernsehserie, Episode 7x05)
- 2019: Chernobyl (Miniserie, 2 Episoden)
- 2019: 1917
- 2021: Beforeigners
- seit 2023: Silo (Fernsehserie)
- 2023: The Winter King (Fernsehserie)